# Feuille de chêne
Pour les articles homonymes, voir Feuille de chêne (homonymie).
La feuille de chêne est la feuille issue de diverses espèces d'arbres du genre Quercus. Pour celles des chênes caducifoliés, elles se caractérisent par une forme crénelée ou par une division en lobes. Provenant d'un arbre très répandu dans les milieux tempérés, cette feuille est par conséquent un symbole culturel répandu en Europe et en Amérique du Nord, que ce soit dans le domaine politique, militaire ou encore héraldique, et cela à toutes les époques.

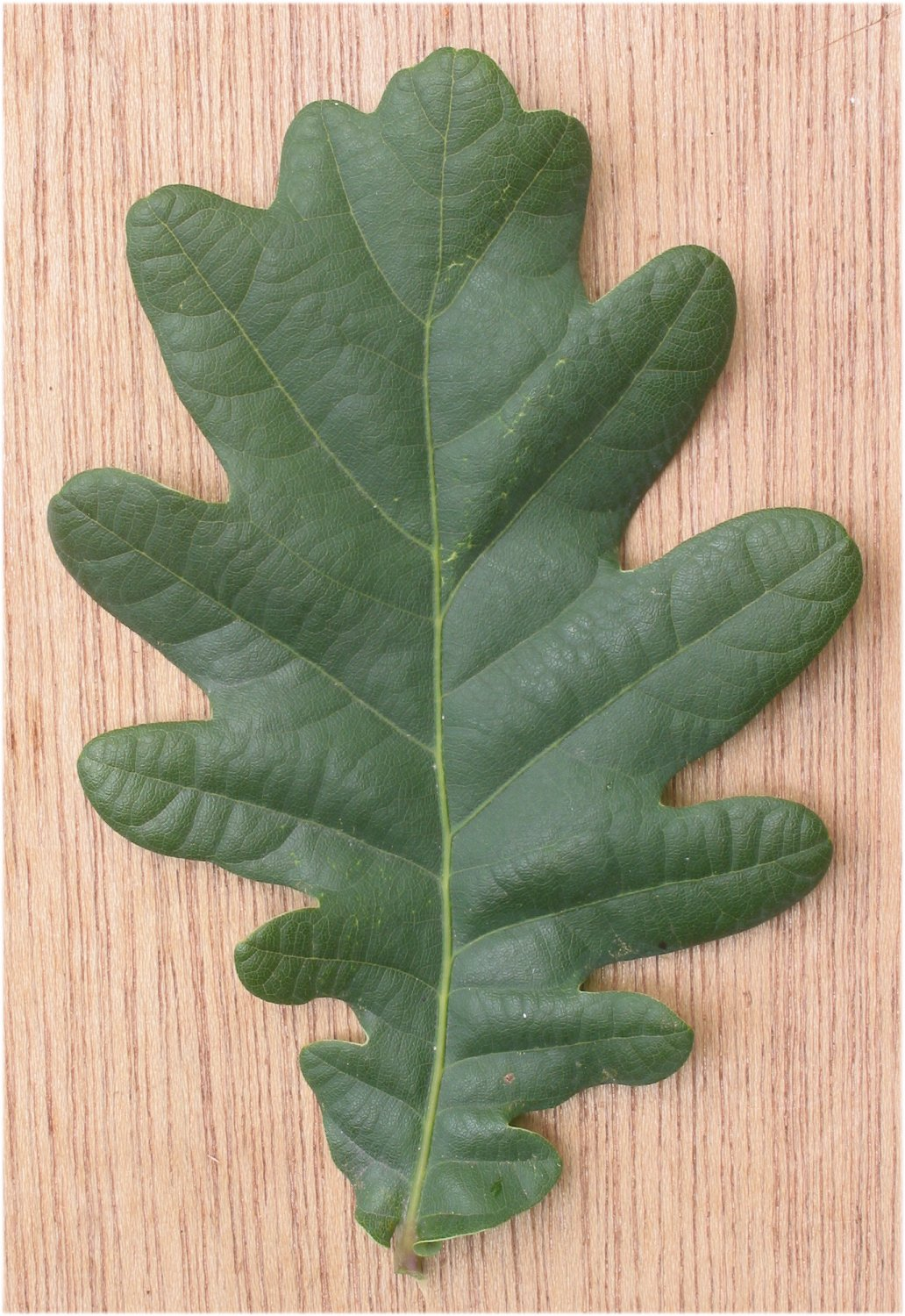
Feuille de Chêne pédonculé (Quercus robur).
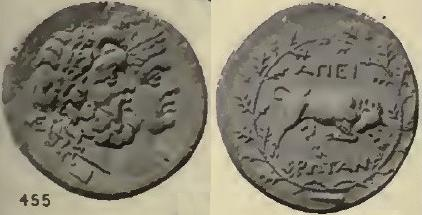
Avers et revers d'une pièce de la Ligue épirote, dépeignant d'un côté Dioné et Zeus (portant une couronne de feuilles de chêne) et de l'autre un taureau (entouré d'une couronne similaire).
Feuille de chêne en bronze, décoration militaire américaine.
Armoiries de Dubičné, commune tchèque.